# Flushing (Michigan)
Flushing is een plaats (city) in de Amerikaanse staat Michigan en valt bestuurlijk gezien onder Genesee County.

## Demografie
Bij de volkstelling in 2000 werd het aantal inwoners vastgesteld op 8348.
In 2006 is het aantal inwoners door het United States Census Bureau geschat op 8056, een daling van 292 (-3,5%).

## Geografie
Volgens het United States Census Bureau beslaat de plaats een oppervlakte van 11,3 km², waarvan 11,2 km² land en 0,1 km² water. Flushing ligt op ongeveer 213 m boven zeeniveau.

## Plaatsen in de nabije omgeving
De onderstaande figuur toont nabijgelegen plaatsen in een straal van 16 km rond Flushing.